# Mustapha Usman
Mustapha Usman, pseudoniem van Moestafa Abdoelsatar Nabibaks (Paramaribo, 7 september 1939) is een Surinaamse schrijver.
Usman bracht zijn jeugd door in Suriname en rondde in de jaren zestig zijn onderwijzersstudie en later zijn studie MO-B Nederlands af in Nederland. Tot 1992 was hij werkzaam als leraar Nederlands op het Miranda Lyceum in Suriname. In 1993 emigreerde hij naar Nederland waar hij in Den Haag eveneens als leraar werkte tot zijn pensioen in 2003. Usman is getrouwd en heeft zeven kinderen. Zijn reizen bracht hem in contact met verschillende culturen en gewoonten, wat zijn belangstelling wekte voor taalkundige, culturele en politieke problemen. Hij was in de jaren 80 van de 20e eeuw redacteur van het Hindostaanse tijdschrift Bhāsā.